# Imię w starożytnym Rzymie
Imię w starożytnym Rzymie było w okresie istnienia republiki i cesarstwa nazywane tria nomina, ponieważ w przypadku większości ludzi składało się z trzech członów.
Początkowo posługiwano się jednym imieniem, ale wraz ze wzrostem populacji pojawiło się drugie (nomen gentile, pol. imię rodowe), które było dziedziczone i wspólne dla całego rodu, co upodabnia je do współczesnego nazwiska. Pierwsze z imion zaczęto nazywać praenomen (przedimię). Z czasem dalszy rozrost populacji spowodował pojawienie się przydomków (cognomen), które zazwyczaj były dziedziczone. Pojawiły się one w początkach istnienia republiki wśród warstw wyższych, w II wieku p.n.e. spopularyzowały się wśród całego społeczeństwa. Czwartym członem imienia, który występował u nielicznych, był agnomen – przydomek nadawany przez Senat w uznaniu wybitnych zasług. Czasem do imienia dodawano określenia informujące o praenomen przodków osoby noszącej to imię.
Imiona kobiece tworzono poprzez utworzenie żeńskiej formy nomenu ojca lub też używano cognomen ojca w dopełniaczu.